# Montsecret-Clairefougère
Montsecret-Clairefougère est une commune française située dans le département de l'Orne en région Normandie. Elle est créée le 1er janvier 2015 par la fusion de deux communes, sous le régime juridique des communes nouvelles. Les communes de Clairefougère et Montsecret deviennent des communes déléguées.
Elle est  peuplée de 656 habitants.

## Géographie

### Hydrographie
La commune est située dans le bassin Seine-Normandie. Elle est drainée par le Noireau, la Diane, la Jouvine, le ruisseau de Vautige, le ruisseau des Nussons, un bras de la Diane, le Noireau, le ruisseau de Corruelle, le ruisseau des Fontaines et divers autres petits cours d'eau,.
Le Noireau, d'une longueur de 43 km, prend sa source dans la commune de Saint-Christophe-de-Chaulieu et se jette  dans l'Orne à Ménil-Hubert-sur-Orne, après avoir traversé 15 communes. Les caractéristiques hydrologiques de le Noireau sont données par la station hydrologique située sur la commune de Saint-Pierre-d'Entremont. Le débit moyen mensuel est de 1,85 m3/s. Le débit moyen journalier maximum est de 19,5 m3/s, atteint lors de la crue du 5 janvier 2001. Le débit instantané maximal est quant à lui de 23,9 m3/s, atteint le même jour.

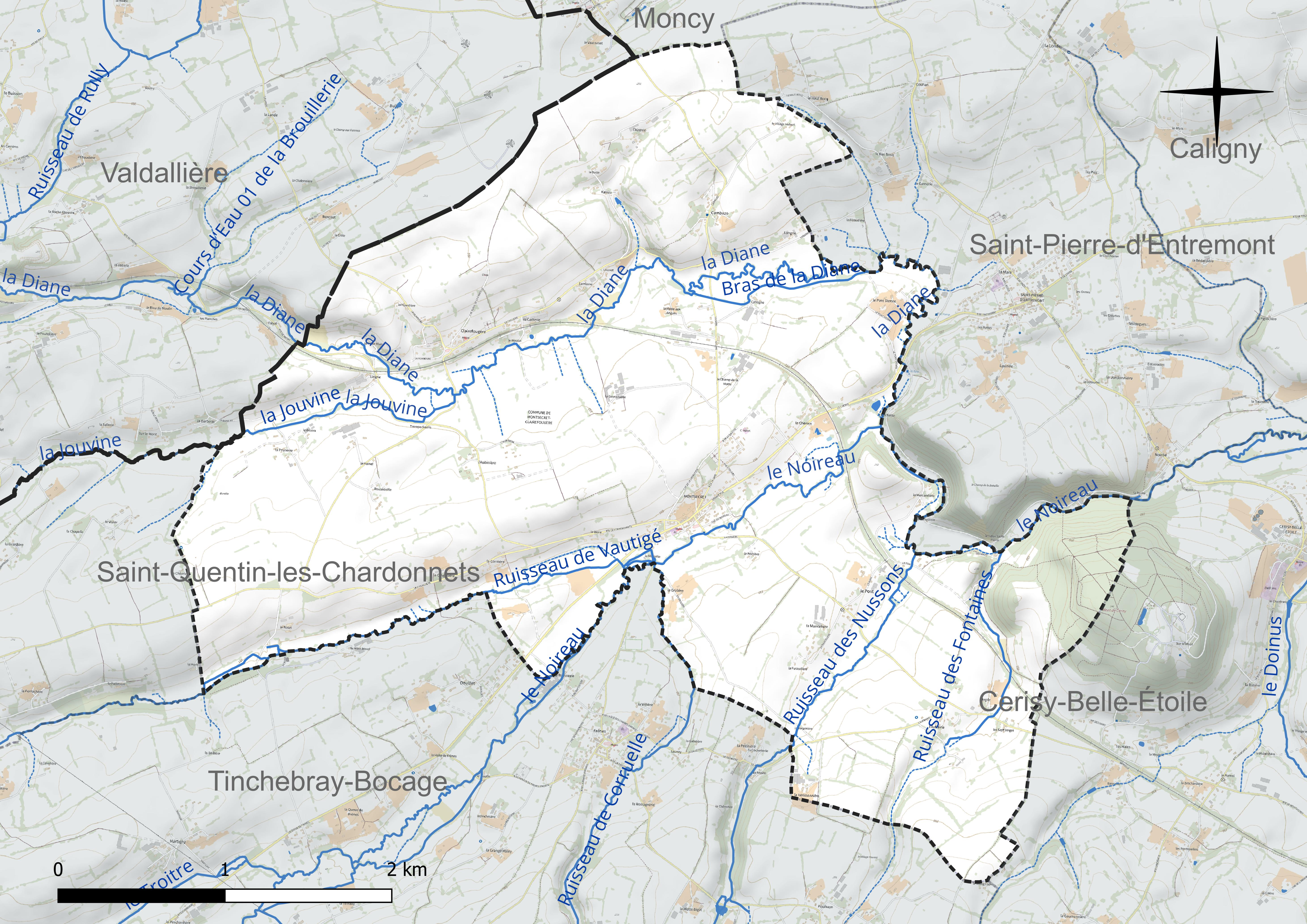
Réseau hydrographique de Montsecret-Clairefougère.

La Diane, d'une longueur de 18 km, prend sa source dans la commune de Vire Normandie et se jette  dans le Noireau sur la commune, après avoir traversé quatre communes. 

### Climat
Pour des articles plus généraux, voir Climat de la Normandie et Climat de l'Orne.
En 2010, le climat de la commune est de type climat océanique franc, selon une étude du CNRS s'appuyant sur une série de données couvrant la période 1971-2000. En 2020, Météo-France publie une typologie des climats de la France métropolitaine dans laquelle la commune est exposée à un climat océanique et est dans la région climatique Normandie (Cotentin, Orne), caractérisée par une pluviométrie relativement élevée (850 mm/a) et un été frais (15,5 °C) et venté. Parallèlement le GIEC normand, un groupe régional d’experts sur le climat, différencie quant à lui, dans une étude de 2020, trois grands types de climats pour la région Normandie, nuancés à une échelle plus fine par les facteurs géographiques locaux. La commune est, selon ce zonage, exposée à un « climat contrasté des collines », correspondant au Bocage normand, bien arrosé, voire très arrosé sur les reliefs les plus exposés au flux d’ouest, et frais en raison de l’altitude.
Pour la période 1971-2000, la température annuelle moyenne est de 10,5 °C, avec une amplitude thermique annuelle de 12,3 °C. Le cumul annuel moyen de précipitations est de 903 mm, avec 12,8 jours de précipitations en janvier et 7,9 jours en juillet. Pour la période 1991-2020, la température moyenne annuelle observée sur la station météorologique la plus proche, située sur la commune de Terres de Druance à 13 km à vol d'oiseau, est de 11,1 °C et le cumul annuel moyen de précipitations est de 908,6 mm,. Pour l'avenir, les paramètres climatiques de la commune estimés pour 2050 selon différents scénarios d’émission de gaz à effet de serre sont consultables sur un site dédié publié par Météo-France en novembre 2022.

## Urbanisme

### Typologie
Au 1er janvier 2024, Montsecret-Clairefougère est catégorisée commune rurale à habitat dispersé, selon la nouvelle grille communale de densité à sept niveaux définie par l'Insee en 2022.
Elle est située hors unité urbaine. Par ailleurs la commune fait partie de l'aire d'attraction de Flers, dont elle est une commune de la couronne,. Cette aire, qui regroupe 38 communes, est catégorisée dans les aires de 50 000 à moins de 200 000 habitants,.

### Occupation des sols
L'occupation des sols de la commune, telle qu'elle ressort de la base de données européenne d’occupation biophysique des sols Corine Land Cover (CLC), est marquée par l'importance des territoires agricoles (96,1 % en 2018), une proportion identique à celle de 1990 (96,1 %). La répartition détaillée en 2018 est la suivante : 
prairies (46 %), terres arables (43,6 %), zones agricoles hétérogènes (6,6 %), forêts (3,9 %). L'évolution de l’occupation des sols de la commune et de ses infrastructures peut être observée sur les différentes représentations cartographiques du territoire : la carte de Cassini (XVIIIe siècle), la carte d'état-major (1820-1866) et les cartes ou photos aériennes de l'IGN pour la période actuelle (1950 à aujourd'hui).

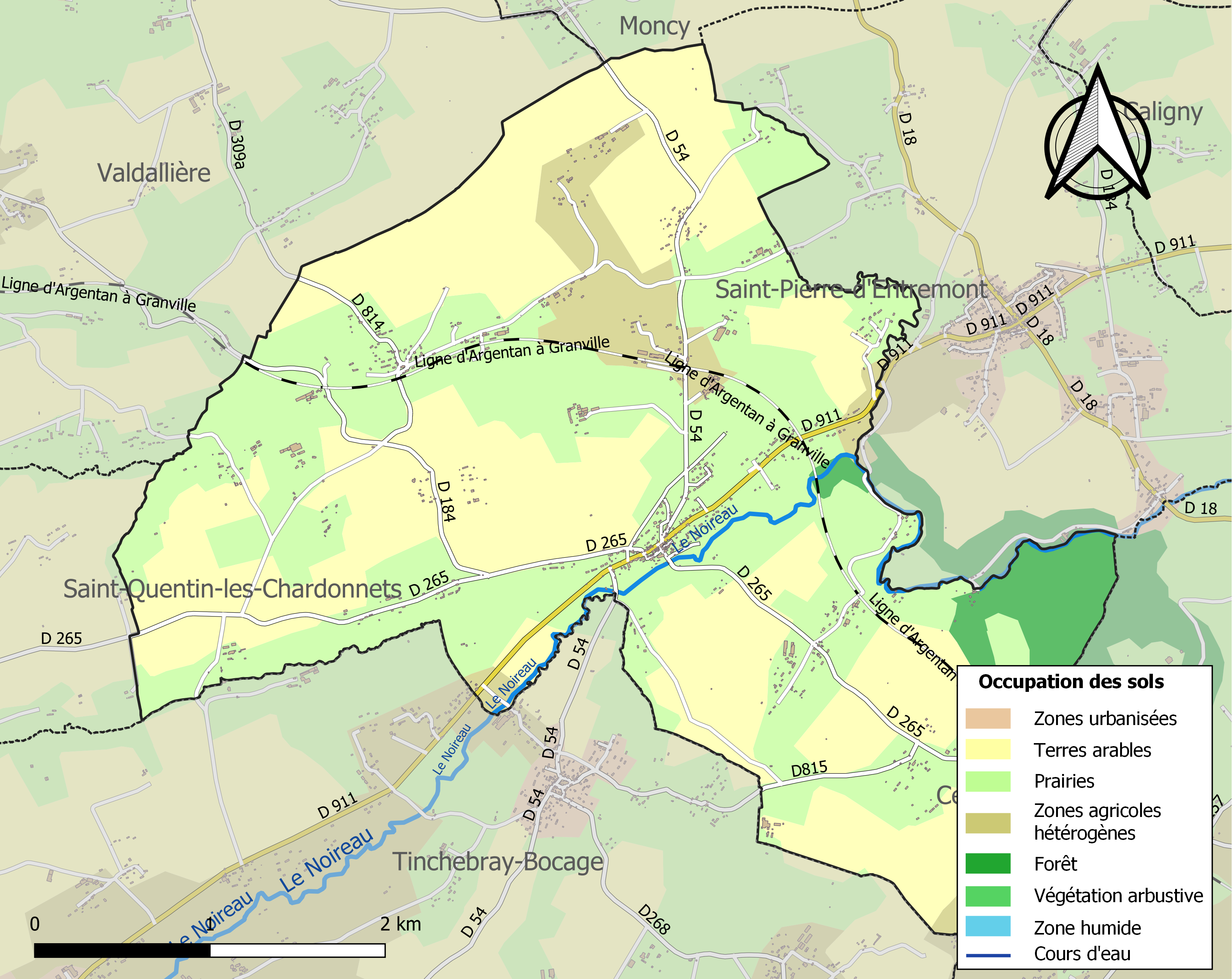
Carte des infrastructures et de l'occupation des sols de la commune en 2018 (CLC).

## Toponymie
Voir les toponymies de Montsecret et de Clairefougère.

## Histoire
La commune est créée le 1er janvier 2015 par un arrêté préfectoral du 23 décembre 2014, par la fusion de deux communes, sous le régime juridique des communes nouvelles instauré par la loi no 2010-1563 du 16 décembre 2010 de réforme des collectivités territoriales. Les communes de Clairefougère et Montsecret deviennent des communes déléguées et Montsecret est le chef-lieu de la commune nouvelle.

## Politique et administration
En attendant les élections municipales de 2020, le conseil municipal élisant le maire est composé des conseillers des deux anciennes communes.
| Période      | Période  | Identité       | Étiquette | Qualité                                 |
| ------------ | -------- | -------------- | --------- | --------------------------------------- |
| janvier 2015 | En cours | Maxime Guilmin | SE        | Professeur, maire sortant de Montsecret |

## Démographie
| Nom                | Code Insee | Intercommunalité           | Superficie (km2) | Population (dernière pop. légale) | Densité (hab./km2) |
| ------------------ | ---------- | -------------------------- | ---------------- | --------------------------------- | ------------------ |
| Montsecret (siège) | 61292      | CC du Canton de Tinchebray | 10,64            | 524 (2021)                        | 49                 |
| Clairefougère      | 61109      | CC du Pays de Tinchebray   | 3,28             | 122 (2021)                        | 37                 |

L'évolution du nombre d'habitants est connue à travers les recensements de la population effectués dans la commune depuis sa création.
En 2022, la commune comptait 656 habitants, en évolution de −2,67 % par rapport à 2016 (Orne : −3,21 %, France hors Mayotte : +2,11 %).
| 2013 | 2018 | 2022 |
| ---- | ---- | ---- |
| 693  | 657  | 656  |

## Culture locale et patrimoine

### Lieux et monuments

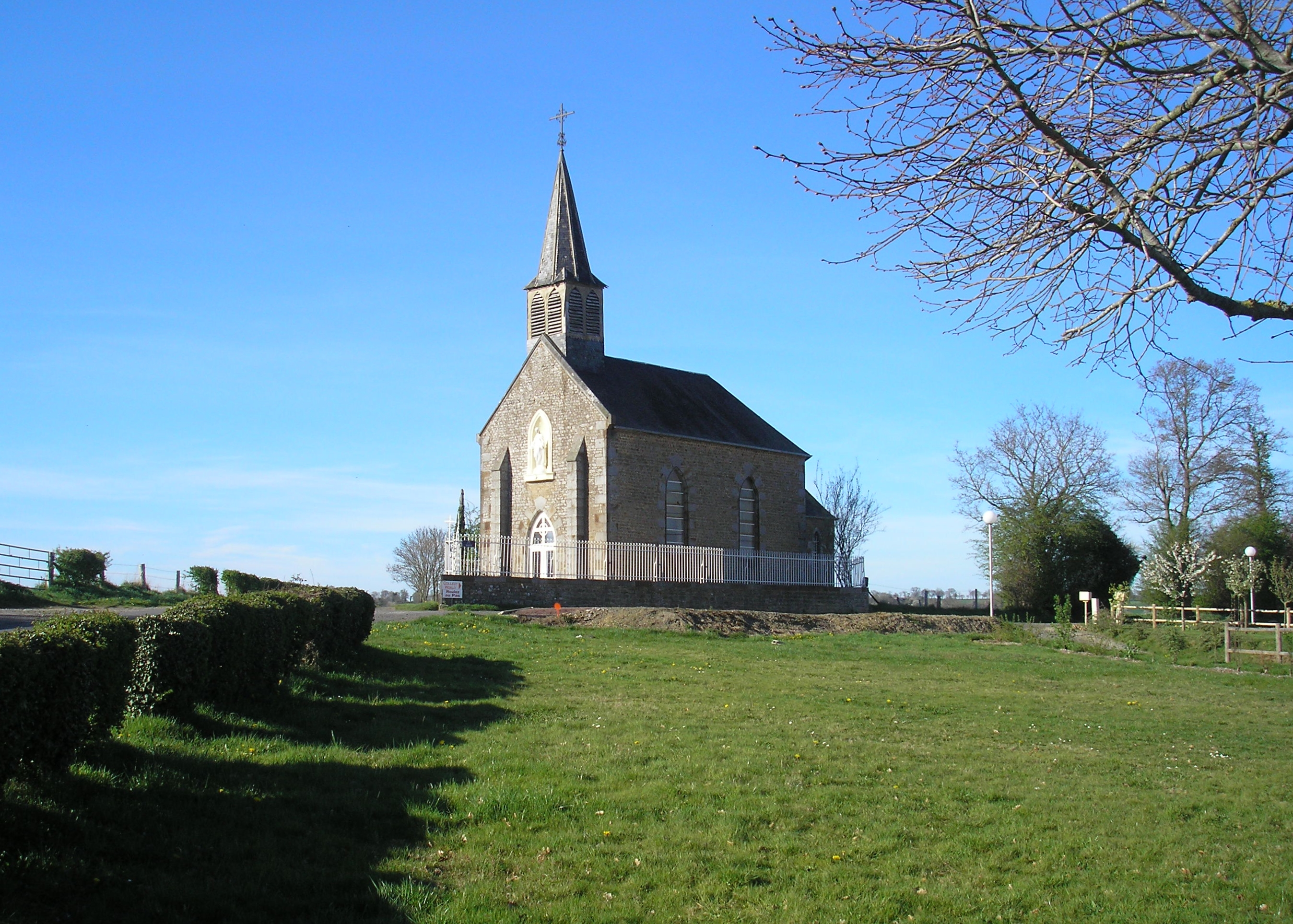
La chapelle Notre-Dame-de-la-Salette.

- L'église Saint-Michel de Montsecret (XVIIIe siècle).
- L'église Saint-Martin de Clairefougère du XVIIe siècle.
- Chapelle Notre-Dame-de-la-Salette à Montsecret.
- Chapelle Sainte-Radegonde (début XXe) à Clairefougère.
- Manoir de Lambone (XVe), propriété du seigneur de La Bigne, puis du comte de Vassy au XVIIe[28].
- Moulin sur le Noireau de 1920.
- Mont de Cerisy-Belle-Étoile (en partie sur la commune).
- Gare de Montsecret - Vassy

## Pour approfondir